# خطوط لوله گاز طبیعی در جهان
خطوط لوله گاز طبیعی در جهان یکی از فراگیرترین روش‌های انتقال گاز طبیعی بین صادرکنندگان و واردکنندگان آن می‌باشد. تجارت گاز طبیعی از طریق خط لوله شاهد سیری صعودی در دهه های اخیر بوده است.

## برخی از خطوط لوله گاز طبیعی
- خط لوله گاز ترانس-صحرا
- خط لوله گاز التای
- خط لوله گاز عرب
- خط لوله بخارا-تاشکند-بیشکک-آلتمند
- خط لوله گاز آسیای مرکزی-مرکز
- خط لوله گاز آسیای مرکزی چین
- خطوط لوله گاز ایران به ارمنستان
- خط لوله صلح
- خط لوله تبریز-آنکارا
- خط لوله جنوبی قفقاز
- خط لوله تاپی
- خط لوله یامال-اروپا
- خط لوله لانگلد
- خط لوله گرین‌استریم
- خط لوله گاز مغرب-اروپا
- خط لوله مدگاز
- خط لوله جنوبی قفقاز
- خط لوله باکو-تفلیس-جیحان
- خط لوله ترانس آدریاتیک
- خط لوله گاز طبیعی ترانس-آناتولین
- خط لوله اورنگوی-پوماری-اوژهورود
- خط لوله یامال-اروپا
- خط لوله نوباکو

برخی کاربرد های لوله های گازی به شرح زیر می باشد:
با وجود توسعه روز افزون شبکه گاز رسانی در کشور های مختلف، همه روزه استفاده های گسترده تری از انواع لوله گازی می‌ شود. در تولید و ساخت این لوله با وجود دانش به کار رفته، علاوه بر استفاده طیف وسیعی از نیروهای داخلی، سرمایه گذاران زیادی در ساخت و تولید این لوله سرمایه‌گذاری کرده اند. این لوله صنعتی دارای مصارف مختلفی است که برخی از آن ها عبارت اند از :
- صنایع پتروشیمی
- صنعت گاز رسانی و انتقالات مایعات گازی
- سوله های صنعتی
- مجتمع های مسکونی
- پالایشگاه ها
- نیروگاه ها و …